# Homer’s Phobia
«Homer’s Phobia» (с англ. — «Фобия Гомера») — пятнадцатая серия восьмого сезона мультсериала «Симпсоны», лауреат телевизионной премии «Эмми».

## Сюжет
Пытаясь устроить лотерею среди детей, Барт использует в качестве барабана стиральную машину в подвале дома, из-за чего происходит авария и утечка газа, которая обходится Симпсонам в 900 долларов. Мардж решает продать фамильную реликвию — бабушкину статуэтку, чтобы оплатить расходы, и вся семья отправляется в антикварный магазин. Высмеивая товар в магазине, Гомер не замечает продавца, Джона, славного парня и коллекционера игрушек. Барту и Лизе очень нравится Джон, и Гомер приглашает того в гости, чтобы он посмотрел на «ценный, бесполезный хлам», которого полно у Симпсонов — не сыщется ли там чего-нибудь, что можно продать в антикварную лавку. На следующий день после ухода Джона Гомер говорит, что ему нравится весёлый холостяк Джон, на что Мардж сообщает ему, что Джон — гей.
Ужаснувшись, Гомер ополчается на Джона и отказывается ехать с ним в одной машине на организованную Джоном прогулку по Спрингфилду. Остальные члены семьи отлично проводят время, за исключением момента, когда они встречают Смитерса, от которого Джон скрыл встречу с Симпсонами («Так это твоя больная мама?»). Гомер допрашивает семью, когда они возвращаются домой («он не заразил вас гейством?»). Тем не менее, остальным Симпсонам Джон вполне симпатичен, особенно Барту, чьи манеры (ношение гавайских рубашек, танцы в женском парике и т. д.) заставляют Гомера сходить с ума, беспокоясь об ориентации сына.
Отец семейства, стараясь сделать Барта более мужественным, заставляет его разглядывать рекламу сигарет с полуобнажёнными красотками (к несчастью, это оказывается реклама женских сигарет, и после этого Барт заявляет, что хотел бы покурить чего-нибудь дамского). Тогда Гомер, чтобы показать настоящий мужской труд, везет сына на экскурсию на сталелитейный завод, но к несчастью, все его мускулистые рабочие оказываются пламенными геями. Доведённый до отчаяния Гомер с целью хоть как-то закалить характер Барта, берёт его с собой на оленью охоту, вместе с Мо и Барни, но их преследует неудача. Тогда охотники решают подстрелить оленя из загона, прокрадываются на оленью ферму, но олени атакуют их первыми. Как нельзя вовремя появившийся Джон, при поддержке Лизы и Мардж, использует робота Санта-Клауса, чтобы напугать оленей и спасти горе-охотников. Гомер понимает, что Джон такой, какой он есть, и презирать его за это глупо, и говорит Барту (который до сих пор в неведении относительно мыслей отца), что тот сам хозяин своей судьбы, и какой бы путь он не выбрал, он всегда будет для него сыном.
Эпизод посвящён работникам сталелитейной промышленности США. В переводе РЕН ТВ это звучит так «Посвящается металлургам Америки. Не теряйте веры в себя!»

## Интересные факты
- Название серии пародирует слово гомофобия.
- По неизвестным причинам этот эпизод вызвал множество споров. Телекомпания Фокс была забросана сотнями злобных писем, но до сих пор эта серия всегда показывается во всех повторах по другим каналам. Позже эпизод заслужил похвалу многих гей-сообществ Америки, потому что в конце концов Гомер усвоил урок толерантности.
- Джон носит купленную на распродаже рубашку Гомера, в которой тот играл в кегельбан в составе команды «Лучшие друзья» в эпизоде «Team Homer».
- Этот эпизод стал лауреатом премии «Эмми» в 1997 году, как лучшая анимационная программа продолжительностью менее часа.
- Музыка, играющая на сталелитейном заводе — это хит 1991 года «Gonna Make You Sweat (Everybody Dance Now)» от группы C+C Music Factory. Хитовый сингл Alicia Bridges «I Love the Nightlife» также присутствует, как часть музыкальной коллекции Гомера.
- Крылатый глаз, который виднеется позади Джона в магазине — привет искусству Daniel Johnston. Мэтт Грейнинг его большой поклонник, и часто упоминает о том, что хотел бы пригласить Джонсона в шоу.
- Убегая из подвала, где вот-вот взорвётся стиральная машина, Барт вопит «Форс-мажор!» — юридический термин, означающий, что одна из сторон не может выполнить свои обязательства из-за непреодолимой силы и снимает с себя всякую ответственность.
- Робот из фильма «Клац-Клац, ты мёртв» выглядит как робот из en:Lost In Space.
- Это первая из серий «Симпсонов», посвящённых нетрадиционной ориентации. Также обсуждение этой темы выведено на первый план в сериях «Three Gays of the Condo» и «There's Something About Marrying».